# Meromacrus flavolinea
Meromacrus flavolinea är en tvåvingeart som beskrevs av Hull 1949. Meromacrus flavolinea ingår i släktet Meromacrus och familjen blomflugor.
Artens utbredningsområde är Peru. Inga underarter finns listade i Catalogue of Life.